# Samuel Moreno Rojas

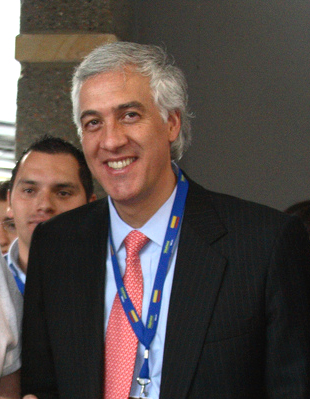
Samuel Gustavo Moreno Rojas

Samuel Gustavo Moreno Rojas (* 11. Februar 1960 in Miami, Florida; † 10. Februar 2023 in Bogotá, Kolumbien) war ein kolumbianischer Politiker und Rechtsanwalt. Zwischen 2008 und 2011 war er Bürgermeister von Bogotá.

## Leben

### Herkunft und Ausbildung
Morenos Eltern sind der ehemalige Kongressabgeordnete Samuel Moreno Díaz und die ehemalige Präsidentschaftskandidatin María Eugenia Rojas. Sein Großvater General Gustavo Rojas Pinilla war Präsident Kolumbiens nach dem Staatsstreich am 13. Juni 1953. Sein Bruder Iván war Bürgermeister von Bucaramanga, Minister und Senator.
Moreno war mit Cristina González verheiratet und hat zwei Söhne, Mateo und Samuel.
Moreno studierte Jura und Wirtschaft an der Universität von Rosario. Harvard beendete er mit einem Master-Abschluss in Öffentlicher Verwaltung.

### Politische Laufbahn
Ab 1982 wurde Moreno in der ANAPO, der von seinem Großvater gegründeten und zu dieser Zeit von seiner Mutter geführten Partei, aktiv. Zwischen 1982 und 1985 war er Jugend-Koordinator der Partei und zwischen 1985 und 1987 Koordinator des Distrikts Bogotá. Ab 1987 bis 2003 war er nationaler Koordinator der ANAPO. Gleichzeitig war er Wahlkampfleiter für die Präsidentschaftsanwärter Virgilio Barco (1986) und César Gaviria (1990), die Bürgermeisterkampagne Bogotá von seiner Mutter (1988). Ab 1991 war er gewählter Senator mit Wiederwahlen 1994, 1998 und 2002.

### Bürgermeister von Bogotá
In den Wahlen vom 28. Oktober 2007 erhielt Samuel Moreno Rojas 43,7 % der Stimmen, während für den früheren Bürgermeister Enrique Peñalosa nur 28,2 % der Einwohner stimmten. Am 1. Januar 2008 begann die Amtszeit von Moreno.
Im März 2011 wurde er wegen schlechter Amtsführung und Korruption seines Postens als Bürgermeister enthoben und fünf Monate darauf verhaftet. Im März 2016 verurteilte ihn ein Richter in Bogotá wegen Bestechlichkeit bei der Vergabe von Bauaufträgen zu 18 Jahren Gefängnis und zum lebenslangen Verlust der Wählbarkeit in öffentliche Ämter. Die Staatsanwaltschaft kündigte an, in Berufung zu gehen, um eine Strafverschärfung zu erreichen. Sie hatte auf eine 24-jährige Gefängnisstrafe plädiert.
Bei den Kommunalwahlen am 30. Oktober 2011 gewann Gustavo Petro, der seinen Posten als Morenos Nachfolger am 1. Januar 2012 antrat.